# Grease trail

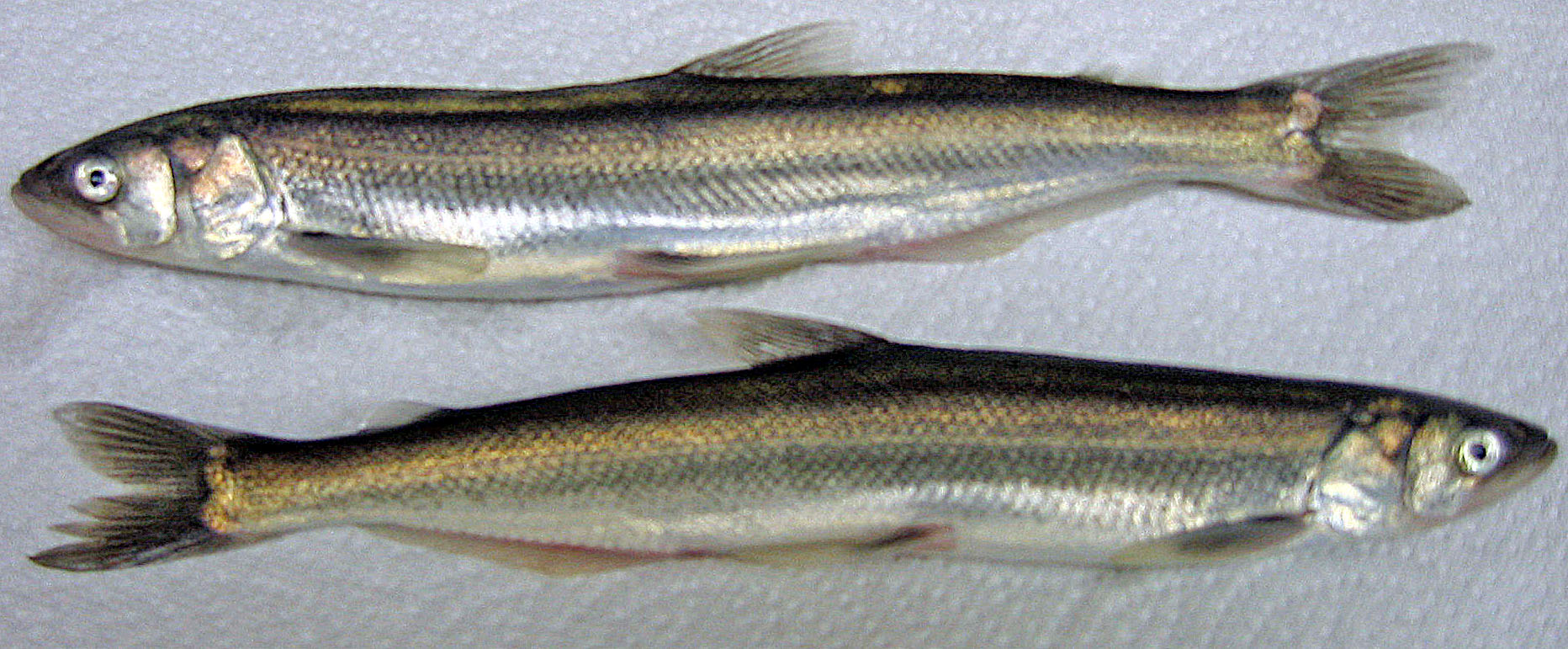
Kerzenfisch

Als Grease Trails (Fettpfade), auch Oolichan Trails, wurden die traditionellen Handelspfade bezeichnet, über die das ähnlich der Butter benutzte Fett des Kerzenfischs (Thaleichthys pacificus) im Nordwesten Amerikas transportiert wurde. Es war ein überaus begehrtes Handelsgut, das in ganz British Columbia, im Yukon, in Washington und Oregon, aber auch weiter im Osten getauscht wurde. Sein Vorteil lag darin, dass es im Gegensatz zu sonstigem Fischöl fest war und daher über große Distanzen transportiert werden konnte. Daher versorgten die Küstenbewohner, wie Tsimshian, Tlingit, Haida, Küsten-Salish und Kwakwaka'wakw nicht nur sich selbst, sondern das Hinterland. Es entstand ein weiträumiges Netzwerk von Handelspfaden zwischen der Pazifikküste und dem Inneren British Columbias. Wichtigstes Fanggebiet war die Mündung des Nass River, wo sich im Februar und März Tausende von Indianern trafen, um sich mit dem wichtigen Grundnahrungsmittel einzudecken.
Der Handel stand zum einen vor enormen geographischen Hürden, denn die gewaltigen Gebirgsketten, die sich an der Küste entlangziehen, erschwerten den Austausch mit dem Hinterland. Ein zweites Hindernis war die ungemeine sprachliche Zersplitterung der Region. In British Columbia existierten 25 Sprachen aus sechs Sprachfamilien. So entstand entlang der Pfade ein Dolmetschersystem.
Der Ende des 18. Jahrhunderts einsetzende Fell- und Pelzhandel profitierte stark vom System der Grease Trails. Alexander MacKenzie oder Simon Fraser konnten auf ihren langen Reisen häufig auf Dolmetscher zurückgreifen. Diese extreme Abhängigkeit von der Arbeitskraft, den Pfaden, den Übersetzern und dem logistischen System der Pfade setzte sich in die Pelzhandelsära (etwa 1770 bis 1850) fort. Dies hing damit zusammen, dass in dem riesigen Gebiet fast nur Indianer lebten. 1824 stellte George Simpson von der Hudson’s Bay Company fest, dass im Columbia District, also in dem Gebiet des heutigen British Columbia, Washington und Oregon zusammen nur 151 Offiziere und Mannschaften lebten. Selbst 1855 lebten noch weniger als tausend Weiße auf Vancouver Island und um den Puget Sound. Die Zahl der Indigenen dürfte 70 bis 100 mal höher gelegen haben.
Das Ausgangsprodukt war der Kerzenfisch, der sowohl vor Ort verspeist oder gekocht wurde. George Dawson berichtete 1876, dass er „Indianerfrauen beim Kochen von Fischköpfen in Töpfen von einem Quadratfuß“ gesehen habe, deren Wandungen 3/8 Inch stark waren. Dazu legten sie erhitzte Steine in die wasserdichten Töpfe, und rührten mit langen Stöcken. Das abgeschöpfte Fett wurde in hölzerne Behältnisse gepackt und war damit gut konserviert und transportfertig. Der Transport erfolgte entweder über Wasserwege oder zu Fuß, häufig auch auf Pferden.
Die Kontrolle über die Pfade war, wie bei allen bedeutenden Wirtschaftswegen, häufig umkämpft. So besetzte ein Häuptling der Tsimshian mitten im Gitxsan-Gebiet einen Hügel, auf dem sich heute der Gitwangak Battle Hill findet. Das befestigte Dorf bestand zwischen (vor) 1700 und etwa 1835. Dabei ging es vor allem um den über 60 km langen Grease Trail, der Nass und Skeena River miteinander verband. Der Kitwankool Grease Trail verband wiederum die Gitxsan-Dörfer mit der Mündung des Nass River, dem Hauptfanggebiet für den Kerzenfisch. 
Als die Europäer Handelsposten an der Küste gründeten, änderte sich das Warenangebot erheblich. Zu den europäischen Waren gehörten Decken, Kattun, Kessel, Äxte und Messer, Fallen, Gewehre und sonstige Metallwaren, aber auch Kaffee, Tee, Mehl und Tabak. Die Indianer trugen neben dem Fischfett essbaren Tang, Körbe aus Holzfasern, Muscheln, die zu Schmuck verarbeitet waren, Sklaven, getrocknetes Fleisch, Felle und Pelze, Beeren und die Früchte der Camas, aber auch Decken aus Hundehaaren und Seegras, aus Baumfasern und sonstigen Tierhaaren bei. 
Einige der Fettpfade sind noch partiell gut erhalten oder werden weiterhin, wenn auch zu anderen Zwecken, genutzt. Dies sind etwa der 450 km lange Alexander MacKenzie Heritage Trail (auch Nuxalk Carrier Grease Trail oder Nuxalk-Carrier Route), der Chilkoot und der Cheslatta Trail, der Dalton Trail und der Nyan Wheti.
Im Falle des Alexander MacKenzie Heritage Trail, der seit Jahrtausenden von den Nuxalk und den südlichen Dakelh als Fettpfad genutzt worden war, wehrten sich die First Nations gegen die Benennung nach einem Europäer, der den Pfad „nur einmal entlanggegangen war“ (bei der ersten Durchquerung Nordamerikas nördlich von Mexiko durch einen Europäer). So erschien auf den Wegesmarken und -schildern der Zusatz Nuxalk Carrier Route. Der Pfad soll vier historische und gegenwärtige Aspekte hervorheben, nämlich die Entdeckerrolle des Briten, die Archäologie und die Naturgeschichte sowie das Verhältnis der First Nations zu dem von ihnen errichteten und über Jahrtausende genutzten Pfad. Diese vier Aspekte gingen 1985 in einen Kooperationsvertrag zwischen Regierung und First Nations ein.